# Callicostella diatomophila
Callicostella diatomophila là một loài rêu trong họ Pilotrichaceae. Loài này được (Müll. Hal.) M. Fleisch. mô tả khoa học đầu tiên năm 1922.